# Бентън (окръг, Айова)
Вижте пояснителната страница за други значения на Бентън.
Окръг Бентън (на английски: Benton County) е окръг в щата Айова, Съединени американски щати. Площта му е 1855 квадратни километра, а населението – 26 069 души (по преброяване от април 2010 г.). Административен център е град Винтън.